# John Sims Reeves
John Sims Reeves (Woolwick, 26 de setembre de 1826 - Worthing, Londres, 25 d'octubre de 1900) fou un tenor.
Als catorze anys era organista a North Gray comtat de Kent. El 1839 començà la seva carrera escènica a Newcastle upon Tyne; treballà sota la direcció d'Hobbs i Cooke a Londres i cantà de 1841 a 1843 en el Drurylane. Després d'haver perfeccionat els seus estudis i aconseguits grans èxits a Itàlia, tornà a Londres el 1847 i fou durant molts anys el tenor de major reputació a Anglaterra, tant en teatres com en concerts. Escriví l'obra titulada On the art of sinsing (1900). Entre els seus alumnes s'hi contà la seva compatriota Janet Monach Patey. La seva esposa Emma Lucombe, que morí a Upper Norwood el 10 de juliol de 1895, tenia una excel·lent veu de soprano. El seu fill Herbert i la seva filla Constanza també van fer una brillant carrera de cantants de concert.